# ولادو لیسیاک
ولادو لیسیاک (انگلیسی: Vlado Lisjak؛ زادهٔ ۲۹ آوریل ۱۹۶۲) کشتی‌گیر اهل یوگسلاوی بود.